# Park MGM
El Park MGM (anteriormente conocido como Monte Carlo Resort and Casino) es un conjunto de hotel y casino ubicado sobre Las Vegas Strip en Las Vegas, Nevada, Estados Unidos. Es propiedad del consorcio MGM Resorts International. Se inauguró en 1996 El hotel cuenta con 3.002 habitaciones para huéspedes, incluyendo 259 suites de lujo. El hotel goza actualmente con una clasificación de cuatro diamantes de la AAA.
Su diseño fue inspirado por el opulento Place du Casino de Montecarlo. Las habitaciones para huéspedes incluye mármol italiano, muebles de madera de cerezo entre otras amenidades. El casino tiene 9.500 metros cuadrados, con 1.400 máquinas tragamonedas y 60 mesas de juegos.
Allí se filmaron escenas de las películas Asesino implacable y What Happens in Vegas. El 25 de enero de 2008, ocurrió un incendio que afectó la azotea y pisos superiores del casino.